# Creswell (Derbyshire)
Pour les articles homonymes, voir Creswell.
Creswell est un village du Derbyshire, en Angleterre.